# Prix littéraires 1948
Liste des prix littéraires décernés au cours de l'année 1948 :

## Prix internationaux
- Prix Nobel de littérature : T. S. Eliot  Royaume-Uni[1]

## Allemagne
- Prix Georg-Büchner : Hermann Heiss (de) (1897–1967)

## Belgique
- Prix Victor-Rossel : Nelly Kristink pour Le Renard à l'anneau d'or[2]

## Canada
- Prix littéraires du Gouverneur général 1948 :
  - Romans et nouvelles de langue anglaise : Hugh MacLennan pour The Precipice.
  - Poésie ou théâtre de langue anglaise : A.M. Klein pour The Rocking Chair and Other Poems.
  - Études et essais de langue anglaise : Thomas H. Raddall pour Halifax, Warden of the North et C.P. Stacey pour The Canadian Army, 1939-1945.

## Chili
- Prix national de littérature : Ángel Cruchaga Santa María (es) (1893-1964), poète et chroniqueur ;

## Espagne
- Prix Nadal : Sebastià Juan Arbó (es), pour Sobre las piedras grises
- Prix national de littérature narrative : Juan Antonio Zunzunegui (es) (1900-1982) (1er), pour La úlcera
- Prix national de poésie : Prix non décerné
- Prix Adonáis de poésie : Prix non décerné

## États-Unis
- Prix Pulitzer :
  - Catégorie « Biographie et Autobiographie » : Forgotten First Citizen: John Bigelow de Margaret Clapp
  - Catégorie « Histoire » : Across the Wide Missouri de Bernard DeVoto
  - Catégorie « Poésie » : The Age of Anxiety de W. H. Auden[3]
  - Catégorie « Théâtre » : Un tramway nommé Désir de Tennessee Williams[4]

## Finlande
- Prix Aleksis-Kivi : Einari Vuorela
- Prix Kalevi-Jäntti : Lauri Viita pour Betonimylläri
- Prix national de littérature : Martti Haavio pour Koiruoho, ruusunkukka, Aale Tynni pour Soiva metsä, Lauri Viita pour Betonimylläri
- Prix littéraire de la ville de Tampere : Väinö Linna pour Musta rakkaus[5]
- Prix Tollander : non décerné
- Prix Topelius : Aili Konttinen pour Inkeri palasi Ruotsista

## France
- Prix Goncourt : Maurice Druon pour Les Grandes familles (Julliard)
- Prix Renaudot : Pierre Fisson pour Voyage aux horizons (Julliard)
- Prix Femina : Emmanuel Roblès pour Les Hauteurs de la ville (Charlot)
- Prix Interallié : Henry Castillou pour Cortiz s'est révolté (Fayard)
- Grand prix du roman de l'Académie française : Yves Gandon pour Ginèvre (Henri Lefebvre)
- Prix des Deux Magots : Yves Malartic pour Au pays du bon Dieu (La Table ronde)
- Prix du Quai des Orfèvres : Yves Fougères, pour Nuit et Brouillard
- Prix du roman populiste : Armand Lanoux pour La Nef des fous

## Italie
- Prix Strega : Vincenzo Cardarelli, Villa Tarantola (Meridiana)
- Prix Bagutta : Pier Antonio Quarantotti Gambini, L'onda dell'incrociatore, (Einaudi)
- Prix Viareggio : 
  - Roman (ex aequo) : Aldo Palazzeschi pour I fratelli Cuccoli et Elsa Morante pour Menzogna e sortilegio
  - Poésie : Sibilla Aleramo pourSelva d'amore

## Royaume-Uni
- Prix James Tait Black :
  - Fiction : Graham Greene pour The Heart of the Matter
  - Biographie : Percy A. Scholes pour The Great Dr Burney
- Prix John-Llewellyn-Rhys : Le Vent ne sait pas lire (The Wind Cannot Read) de Richard Mason
- Médaille Carnegie : Richard Armstrong pour Sea Change (J.M. Dent)
- Prix Rose-Mary-Crawshay : Prix non décerné
- Prix Somerset-Maugham : P. H. Newby pour Journey to the Interior